# Rossinyol de les Ryukyu
El rossinyol de les Ryukyu (Larvivora komadori; syn: Luscinia komadori) és una espècie d'ocell de la família dels muscicàpids (Muscicapidae). És un ocell endèmic de les illes Ryūkyū, del Japó. El rossinyol d'Okinawa (Larvivora namiyei) anteriorment se'l considerava com una subespècie de Larvivora komadori. El seu hàbitat natural el constitueixen les terres baixes i el sotabosc de boscos perennes subtropicals. El seu estat de conservació es considera gairebé amenaçat.